# تنفس شین–استوکس

نمودار تنفس شین استوکس و سایر تنفس‌های مرضی

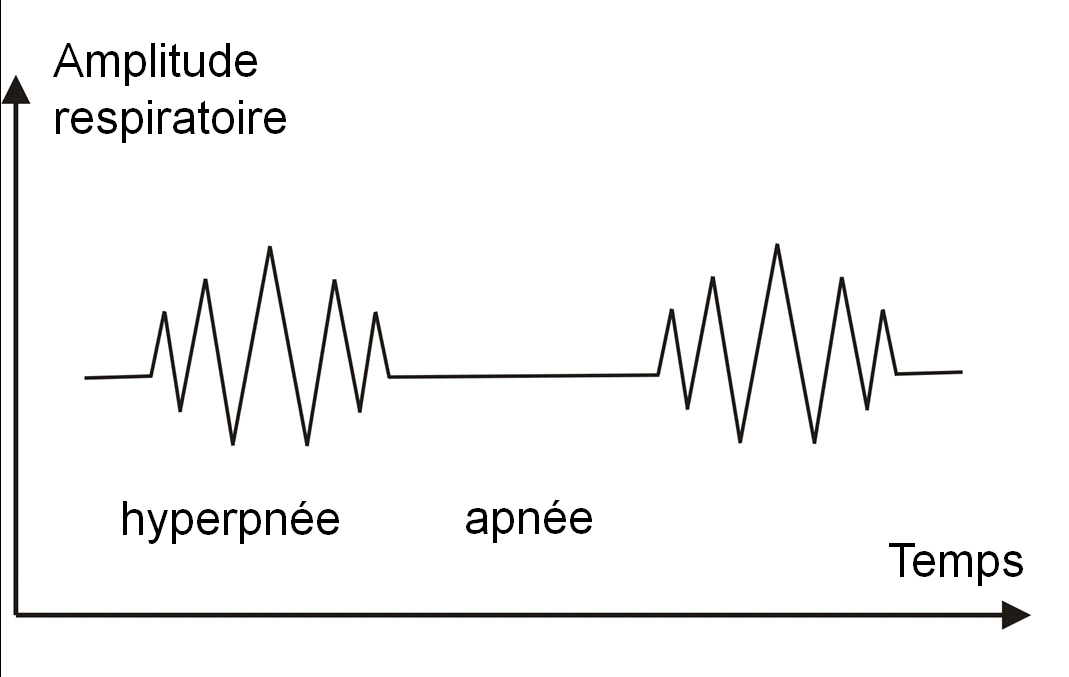
نموداری که فرم تنفس شین استوکز را نشان می‌دهد

تنفس شین–استوکس (به انگلیسی: Cheyne–Stokes respiration) نوعی الگوی تنفسی ناسالم است که بیمار ابتدا به‌طور پیشرونده تنفس‌های عمیقتر و سریعتر انجام می‌دهد سپس به تدریج تنفس‌هایش کندتر و سطحی‌تر می‌شود تا چند ثانیه وقفه تنفسی ایجادشود. به بیان دیگر بیمار دوره‌های متناوبی از هایپرپنه - هیپوپنه و قطع تنفس (آپنه) خود را نشان می‌دهد. این دوره‌ها حدود ۳۰ ثانیه تا ۲ دقیقه طول کشیده و دوره قطع تنفس تا ۳۰ ثانیه ممکن است طول بکشد. این اختلال تنفسی ناشی از ضایعات منتشر مغری است و به خصوص در کما دیده می‌شود.